# Fokker S.IV
Il Fokker S.IV era un aereo da addestramento sviluppato dall'azienda aeronautica olandese Fokker nella prima metà degli anni venti del XX secolo, e prodotto in serie.

## Storia del progetto
In risposta ad una specifica per un aereo da addestramento emessa dalla LVA, l'azienda di costruzioni aeronautiche Fokker propose il modello S.IV, il cui prototipo fu pronto nel 1924. Equipaggiato con un propulsore rotante Oberursel Ur.II da 110 hp (82 kW), andò in volo per la prima volta nel giugno dello stesso anno. In seguito ai buoni risultati dei collaudi, la LVA ne ordinò 30 esemplari (matricole 99-128), con cui equipaggiare la Scuola di volo di Soesterberg. Le consegne avvennero tra la fine del 1924 e il 1925. Nel 1924 un esemplare, matricola FS58, dotato di motore rotativo Clerget 9B da 130 hp (97 kW) fu preparato per la ML-KNIL, l'aviazione militare delle Indie orientali olandesi, dove arrivò smontato via nave nel settembre del 1924. A partire dall'anno successivo gli aerei vennero riequipaggiati con un più moderno motore stellare Armstrong Siddeley Mongoose da 130 hp (97 kW), ma vennero condotte prove anche con altri tipi di motore, quali i Siemens-Halske Sh 11 da 110 hp (82 kW), o Sh 12 da 120 hp (89 kW), Le Rhône 9J da 110 hp, Thulin G da 125 hp (93 kW) e Bristol Lucifer da 130 hp.

## Descrizione tecnica
Aereo da addestramento, biplano, monomotore, biposto, di costruzione mista in legno e metallo. La configurazione alare biplana prevedeva due ali di diversa apertura, detta sesquiplana, costruite in legno e rivestite in tela, collegate tra loro con quattro coppie di montanti a N, rinforzati da cavi d'acciaio. La superiore era montata alta a parasole, ed in essa erano posizionati gli alettoni, mentre l'inferiore si trovava bassa sulla fusoliera che, posizionata a livello dell'ala inferiore, era costruita in legno e rivestita in tela.
L'impennaggio di coda era del tipo classico monoderiva, dotato di piani orizzontali controventati.
Il carrello d'atterraggio era un triciclo classico a V, fisso, ed integrato posteriormente da un pattino d'atterraggio.
L'aereo era biposto dotato di una cabina di pilotaggio aperta, e posti in tandem, destinati all'allievo pilota e all'istruttore/passeggero.
La propulsione era affidata ad un motore rotativo Le Rhône 9J, a 9 cilindri  raffreddati ad aria, erogante la potenza di 110 hp (82 kW) ed azionante un'elica bipala. Così equipaggiato l'aereo saliva a 1 000 m in 6 minuti, e aveva un rapporto peso/potenza di 0,0830 kW/kg.

## Impiego operativo

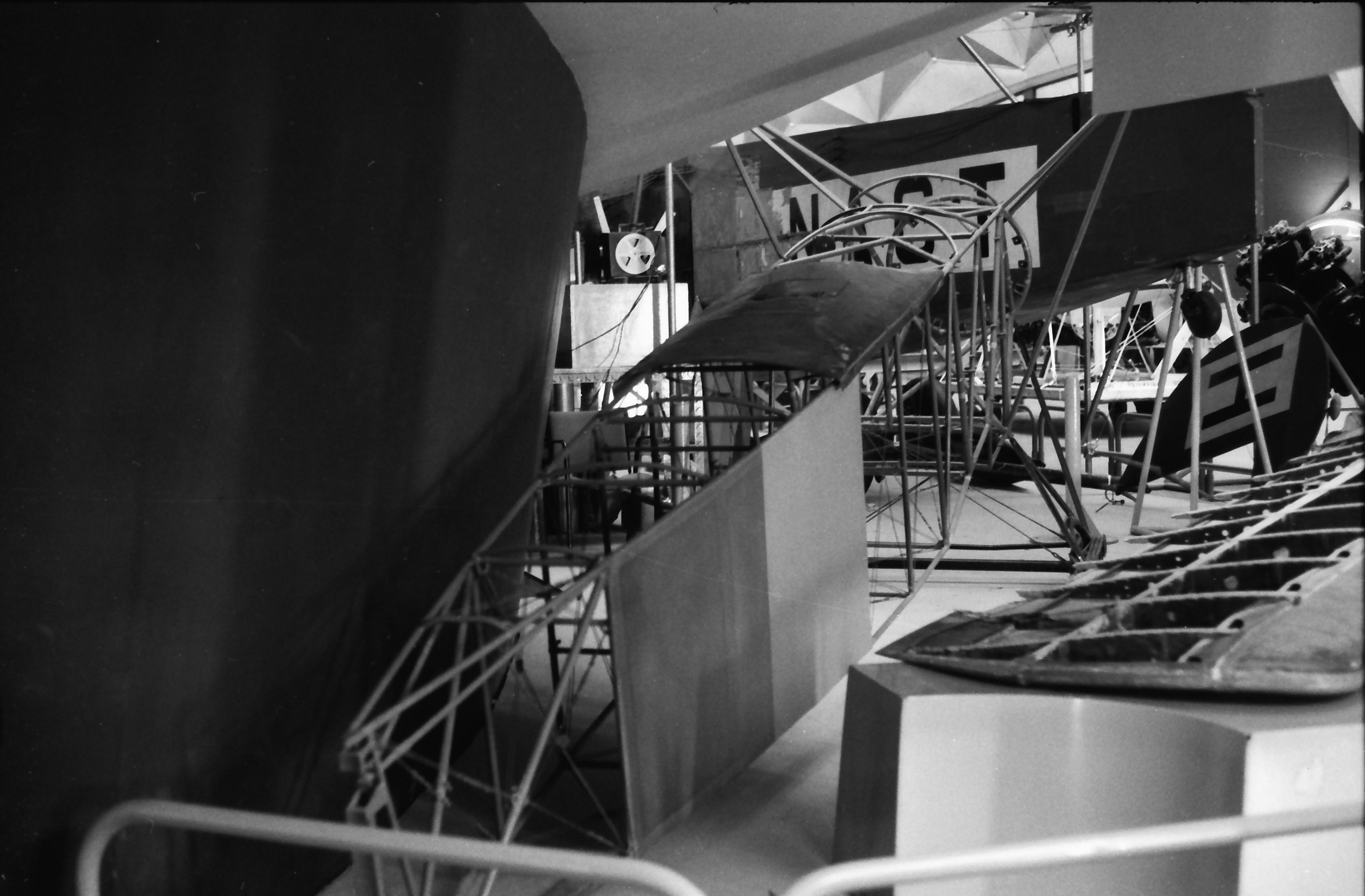
Il Fokker S.IV matricola 108 in fase di restauro.

Nel corso del loro servizio operativo gli aerei vennero modificati con l'adozione di due distinti posti di pilotaggio al posto di quello unico adottato all'inizio. Nel 1939 iniziò la sostituzione degli S.IV con il nuovo Fokker S.IX, ma all'atto della mobilitazione generale seguita allo scoppio della seconda guerra mondiale i 14 esemplari in servizio furono assegnati alla Scuola di volo basico (Elementaire Vliegschool) di Vlissingen insieme ai nuovi S.IX.
Con l'invasione tedesca dei Paesi Bassi, scattata il 10 maggio 1940, fu deciso di evacuare gli aerei da addestramento in Francia e, il giorno 14, circa 23 tra S.IX e S.IV (sei esemplari) si trasferirono a Berck-sur-Mer nel nord della Francia, da lì andarono poi Cherbourg e quindi a Caen dove vennero abbandonati. Il personale e i tecnici rinunciarono a smontare i 17 aerei presenti, e partirono per la Gran Bretagna. Uno degli S.IV fu preso dai tedeschi come trofeo, e riportato nei Paesi Bassi a Delft, dove sopravvisse alla guerra; questo esemplare è attualmente in fase di restauro presso l'Aviodrome.

## Utilizzatori
- Luchtvaartafdeling